# Special Ed
Edward Archer (nascido em 16 de maio de 1972 no Brooklyn, Nova Iorque), conhecido como Special Ed, é um músico americano de hip hop com descentes jamaicanos. Vindo do Brooklyn em Nova Iorque, Ed foi criado no bairro de Flatbush, Brooklyn antes de se mudar para Canarsie, e é identificado com o East Coast hip hop. Ed é melhor conhecido pelas canções "I Got It Made", "Think About It" e "I'm The Magnificent", produzidas por "Hitman" Howie Tee e lançadas em 1989 no álbum Youngest in Charge, gravado quando Ed tinha 16 anos de idade. O álbum vendeu mais de meio milhão de cópias. Em 1990, lançou o álbum Legal, o título é uma referência à sua entrada nos 18 anos de idade, com os singles "Come On Let's Move It" e "The Mission".
Posteriormente foi membro do Crooklyn Dodgers, um supergrupo reunido para cantar as canções dos filmes de Spike Lee Clockers e Crooklyn, e se apresentou em "Crooklyn" com Shillz na coletânea de 2003  MuskaBeatz. Ed lançou um terceiro álbum solo, Revelations, com o single "Neva Go Back" em 1995, com a faixa "Freaky Flow" ganhando um remix de DJ Premier. Em 2004, Ed lançou o álbum Still Got It Made por seu próprio selo "Semi Records".

## Discografia
- Youngest in Charge (1989)
- Legal (1990)
- Revelations (1995)
- The Best of Special Ed (1999)
- Still Got It Made (2004)